# Eumenes filiformis
Eumenes filiformis är en stekelart som först beskrevs av Henri Saussure 1856.  Eumenes filiformis ingår i släktet krukmakargetingar, och familjen Eumenidae. Inga underarter finns listade i Catalogue of Life.